# Décès en 1131
Décès
- 1127
- 1128
- 1129
- 1130
- 1131
- 1132
- 1133
- 1134
- 1135

Cette page dresse une liste de personnalités mortes au cours de l'année 1131 :
- 6 février : Gottfried de Calw, comte de Calw et comte palatin du Rhin.
- 13 février : Isabelle de Vermandois, ou Elizabeth de Vermandois, princesse française.
- 1er mars : Étienne II de Hongrie, roi de Hongrie.
- 30 avril : Adjutor de Vernon, seigneur de Vernon, croisé, puis moine bénédictin.
- 19 juillet : Raimond-Bérenger III de Barcelone, comte de Barcelone, de Gérone et d'Osona, de Besalù, de Cerdagne et de Provence.
- 21 août : Baudouin du Bourg, roi de Jérusalem.
- 5 octobre : Frédéric Ier de Schwarzenburg, archevêque de Cologne.
- 13 octobre : Philippe de France, Roi des Francs associé, après une chute de cheval rue du Martroi-Saint-Jean à Paris.
- 16 novembre : Eupraxia Dobrodeia de Kiev, impératrice byzantine.
- 4 décembre[1] : Omar Khayyam, philosophe, mathématicien et astronome perse, à Nichapur (Iran).

Date inconnue :
- Richard de Brix, évêque de Coutances.
- Costantino Ier d'Arborée, juge d'Arborée.
- Gaston IV de Béarn, vicomte de Béarn.
- Geoffroi de Porhoët, vicomte de Porhoët.
- Gérard II de Gueldre, comte de Gueldre.
- Guillaume Ier de Luxembourg, comte de Luxembourg.
- Harald Haakonsson, comte des Orcades.
- Josselin Ier d'Édesse, seigneur de Turbessel, prince de Galilée et de Tibérias et comte d’Édesse.
- Knud Lavard, prince danois, duc de Sud Jutland et roi des Obodrites.
- Mahmud II, sultan seldjoukide en Irak et dans le Fars.
- Adjutor de Vernon, bénédictin à l'abbaye de Tiron (saint de l’Église catholique)

## Crédit d'auteurs
- Cet article est partiellement ou en totalité issu de l'article intitulé « 1131 » (voir la liste des auteurs).